# Miccolamia yakushimensis
Miccolamia yakushimensis là một loài bọ cánh cứng trong họ Cerambycidae.